# 克劳斯-玛菲
克劳斯-玛菲（德語：Krauss-Maffei）是德国一家机械工程企业，总部设于慕尼黑。2016年4月，被中国中化集团收购。

## 简介
克劳斯-玛菲是全球领先的塑料及天然橡胶机械设备企业，并在该领域拥有全球唯一的机械技术：注塑和反应发泡设各备，及挤出系统，包括整条挤出生产线。
在2011-12年财政年度，克劳斯-玛菲年营业额约为10亿欧元。2012年底，北美私募股权投资公司Onex收购了该集团。2013年11月8日，该公司宣布将在2015年3月前关闭规模约为150人的特罗伊希特林根工厂，注塑机的制造及装配线被转移至慕尼黑，并为最终迁往斯洛伐克的苏恰尼奠定基础。

## 历史

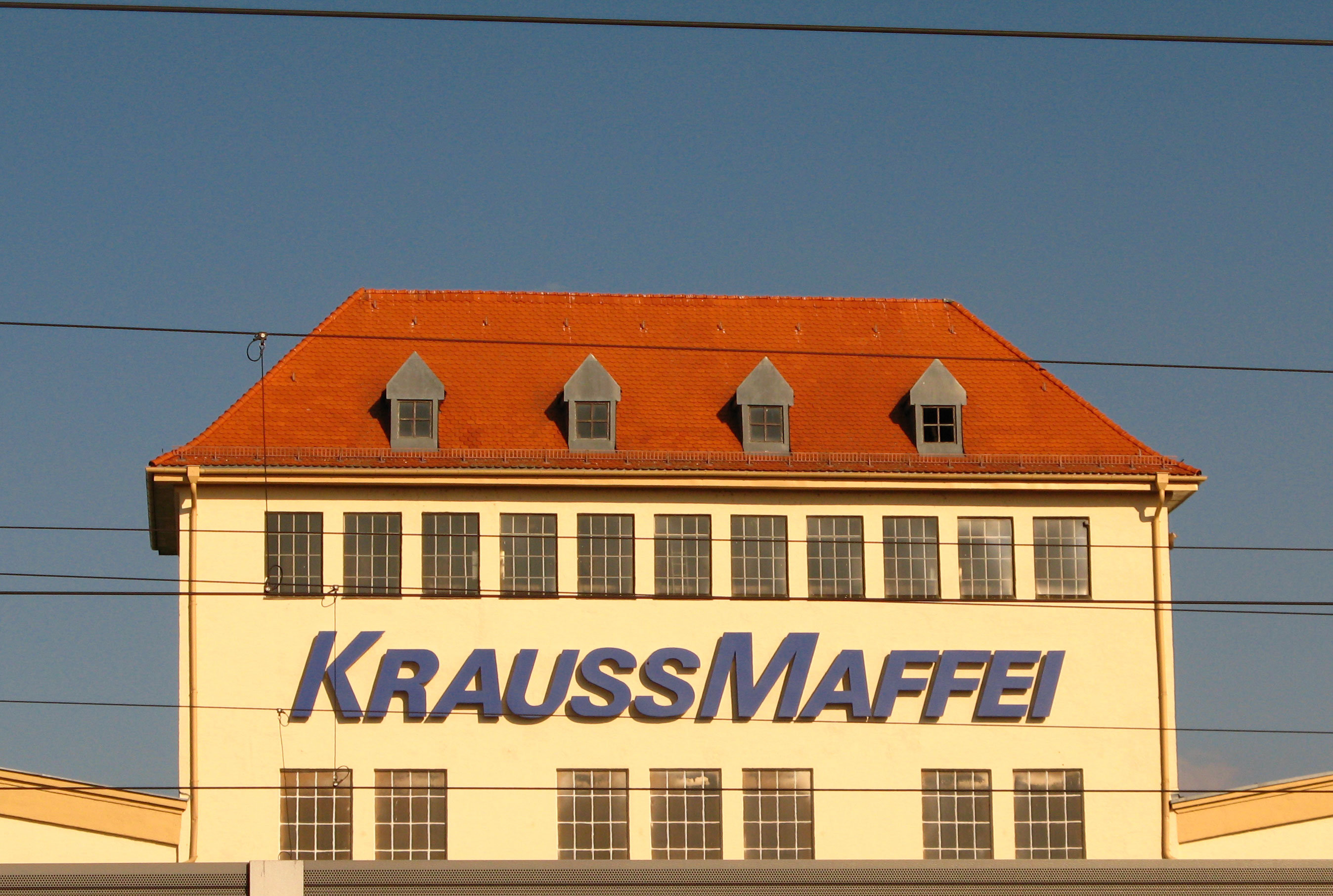
克劳斯玛菲设于慕尼黑阿拉赫的厂房

克劳斯-玛菲（Krauss-Maffei AG）是在1931年成立，由玛菲机车厂（1838年始建于慕尼黑-希尔绍）通过对因经济危机而破产的竞争对手克劳斯机车公司（1860年始建于慕尼黑-阿拉赫）进行并购而来。两者当时都是德国铁路机车制造商：玛菲自1908年以来也生产蒸汽压路机，并在1927年起生产机动车（获得法国授权的牵引车）；克劳斯也在1920年代末，制造载货汽车。两家公司合并后，原设于慕尼黑-希尔绍的厂房在1938年被废弃，由位于慕尼黑-阿拉赫的生产场地取代。
二次大战后，克劳斯-玛菲交由美国军政府托管，并按指示，在慕尼黑-阿拉赫厂房进行公共汽车研发。1945年11月14日，该公司获得200辆公共汽车生产许可证。巴士制造业务在1960年代，成为克劳斯-玛菲一个重要部门，但对铁路机车维修、小功率机车和牵引车的建造，在战后，仍然开展。
公司随后由布德鲁斯集团接管，然后在1989-1996年间，被曼内斯曼收购，并最终于1999年，与曼内斯曼·德马格合并为曼内斯曼·德马格·克劳斯-玛菲股份公司（Mannesmann Demag Krauss-Maffei AG）。
曼内斯曼·德马格·克劳斯-玛菲股份公司在收购的过程中，又被曼内斯曼经沃达丰，售予西门子公司；然后才在2002年转售至美国投资公司科尔伯格－克拉维斯－罗伯茨。2005年，科尔伯格－克拉维斯－罗伯茨又将整个集团售予美国麦迪逊资本伙伴（Madison Capital Partners）。
自1957年以来，克劳斯-玛菲一直在拓展注塑机业务。其塑料机械产业自1986年以来分裂为拥有独立法人地位的有限公司。这一时期来自注塑和挤出行业的一些特殊公司开始进行整合，其中塞德尔机械制造有限公司（Maschinenfabrik Seidl GmbH）是一家专业的橡胶和旋转注塑成型企业。截至1998年1月，这项业务被整合为曼内斯曼塑料机械有限公司（Mannesmann Plastics Machinery GmbH，简称MPM），生产场所设在慕尼黑。MPM于2006年售予了美国私募股权投资公司麦迪逊资本伙伴，并自2007年底以来一直使用“克劳斯玛菲股份公司”或其运营附属子公司“克劳斯玛菲技术有限公司”作为标识名称。2012年9月，该公司又被转让至加拿大的私募股权投资公司Onex。
2016年1月11日，只剩下注塑機業務的克勞斯-瑪菲被中國化工集團公司以9.25億歐元（66.44億元人民幣）收購，而其防衛用品部門則在1999年已分離出及與威格曼合併爲克勞斯-瑪菲·威格曼（KMW）。

## 过往业务

### 国防科技

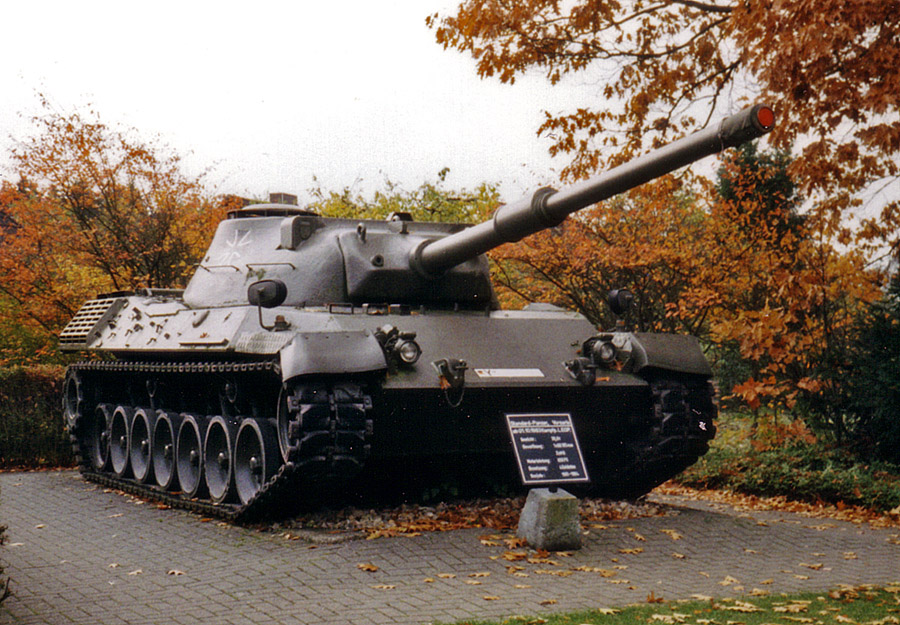
豹1型坦克样车

克劳斯-玛菲早在1930年代便生产履带车及坦克。二次大战期间，它专注于国防工业生产，尤其是装甲车辆。1934-1944年间，克劳斯-玛菲共向德意志国防军交付约5800辆半履帶車，当中也包括由采埃孚（1939年）、梅巴赫（1943年）授权生产的变速器及内燃机。
随着联邦德国自1950年代起进行重新武装，军工开发又被重新激活。克劳斯-玛菲在1963年，获许生产豹1型坦克（自1979年起被豹2型坦克取代）。经过10多年发展，克劳斯-玛菲还在豹1型坦克的基础上，于1976年，开发出獵豹式防空坦克。
克劳斯-玛菲军工部门，在1999年，与另一家军工企业威格曼公司合并，重组为克劳斯-玛菲·威格曼有限公司。在集团生产的坦克中，除了主战坦克外，还包括戰鬥工兵車、高射炮、自行火炮、侦查装甲车和运兵装甲车。而如今，例如仍在使用的豹2型坦克，其出口的大部分生产形式，均为授权生产，或作为民族工业联合生产。

### 公共汽车
二次大战后，美国占领区当局，选择克劳斯-玛菲制造公共汽车。1946年2月19日，克劳斯-玛菲制造的样车，首次进行试驾，并搭载了由梅巴赫授权生产的HL 64 TUK型发动机──这是一款6.2升的六缸化油器式发动机，可输出130匹马力。从1946年起，样车被命名为KMO130型（即克劳斯-玛菲公共汽车及130匹马力的首字母缩写）。
克劳斯-玛菲最初仅限于底盘结构制造，车身则主要由慕尼黑的约瑟夫·拉特格贝尔车厢厂负责制造，并自1948年起，还会有其它，例如凯撒鲍尔。从1949年起，自己生产车身。1950年，首台自己生产车身的系列巴士（KMO133型）开始出厂。克劳斯-玛菲在1950年还制造出德国首辆自动变速公共汽车，由福伊特提供自动变速器。此外，首台自身研发的发动机，一具六缸二冲程的柴油发动机被定型为KMD 6型，也投入生产。
随着与威廉港的西北德车辆制造厂合作，飞机设计师海因里希·福克根据飞机蓝图，在KML90型、KML110型巴士中，采用轻量化的自承式栅格结构，而流线型车身也能将风阻系数降低到0.4至0.5。自1954年起，克劳斯-玛菲又开始为KML系列制造车身。

### 轨道交通

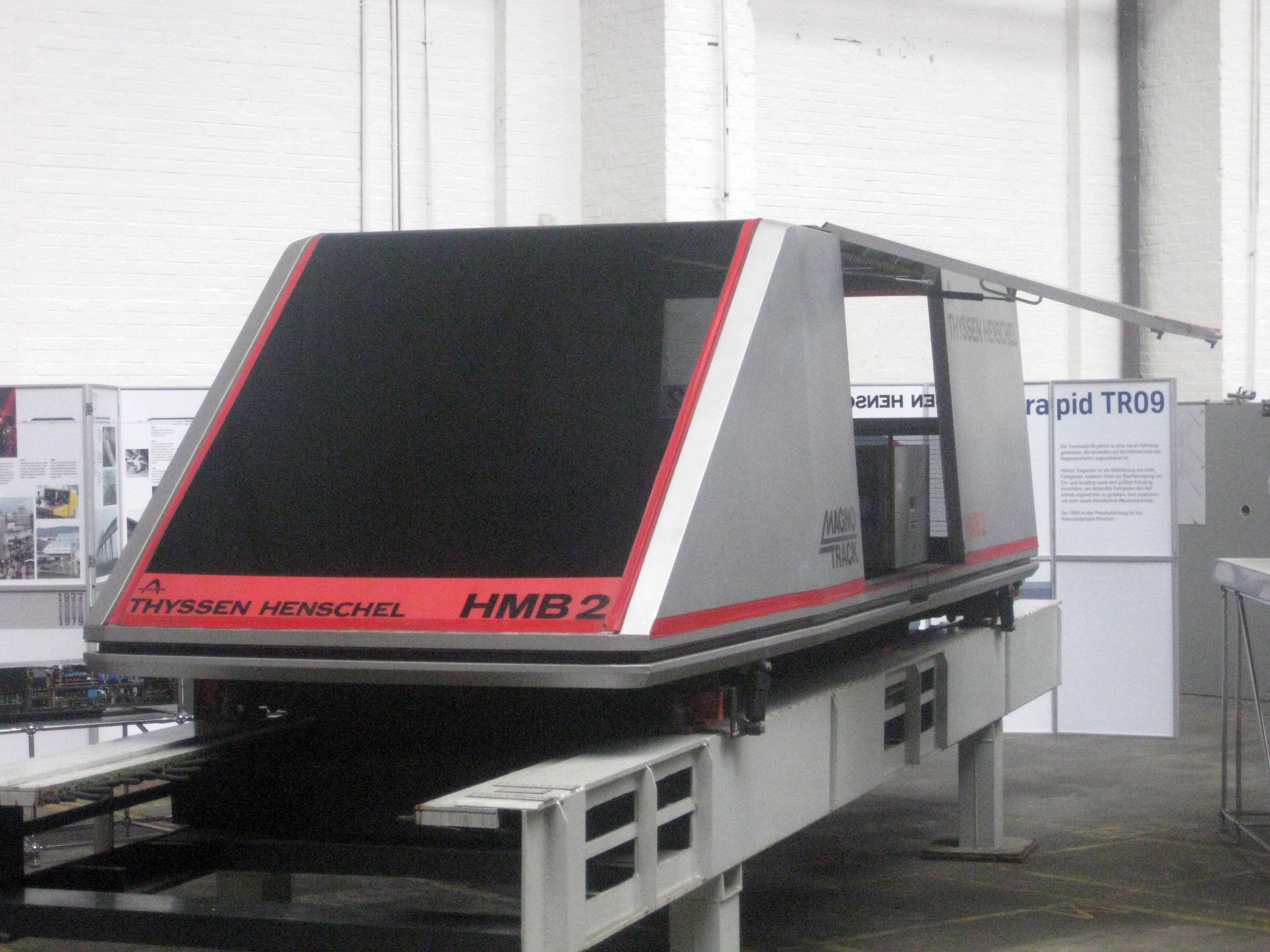
德国捷运快车TR02号磁悬浮列车

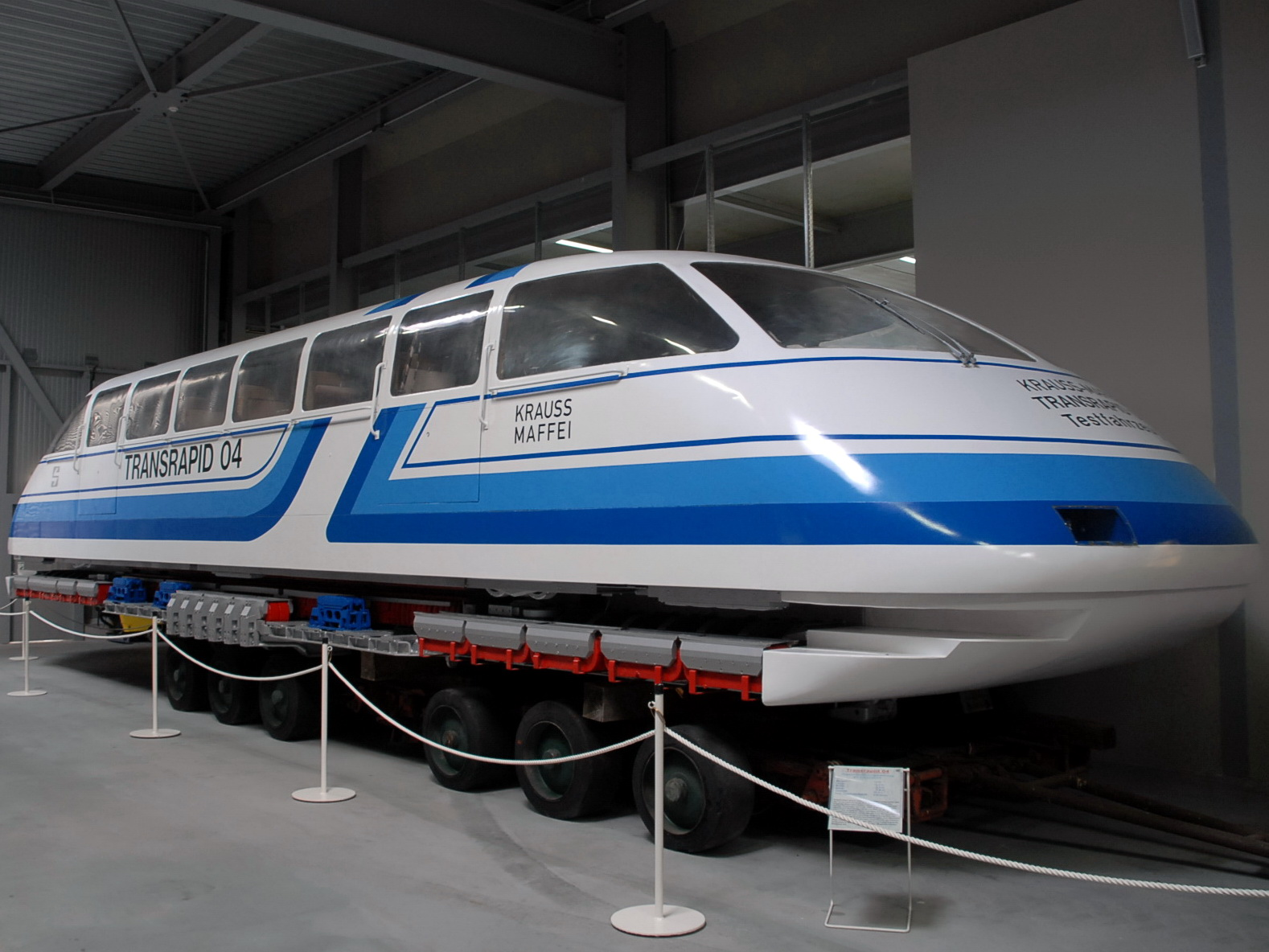
德国捷运快车TR04号磁悬浮列车

在1970年代，克劳斯-玛菲还与德国捷运快车公司参与研发单轨磁悬浮列车。当时它们在工厂建起约900米长的测试轨道，用于德国捷运快车TR02号磁悬浮列车和3号列车试运行；1976年，又建成一条2400米长的测试轨道，用于德国捷运快车TR04号磁悬浮列车试运行。两条线路均在1980年代被拆除。
自1999年起，机车制造部门改称为西门子·克劳斯-玛菲机车有限公司（Siemens Krauss-Maffei Lokomotiven GmbH），并自2001年起被完全整合至西门子。
截至2010年，设于慕尼黑-阿拉赫的机车工厂，每年生产约200台机车，并可根据客户需求，在三个月内完成单体制造。阿拉赫机车工厂自1920年建成至今（2013年），共已出厂了21,600台机车。